# Hesperia nevada
Hesperia nevada is een vlinder uit de familie van de dikkopjes (Hesperiidae). De wetenschappelijke naam van de soort is voor het eerst geldig gepubliceerd in 1874 door Samuel Hubbard Scudder.